# Коледж Тіла Христового (Кембридж)
Коледж Тіла Христового, або коледж Корпус-Крісті (англ. Corpus Christi College), часто скорочено просто Корпус, є коледжем Кембриджського університету. Він був заснований у 1352 році, що робить його шостим найстарішим з 31 коледжу в складі Кембриджського університету. Маючи близько 321 студентів і 243 аспірантів, це один із найменших коледжів у Кембриджі після коледжу Клер-Голл, Пітергаузу та Люсі Кавендіш. Особливістю Corpus Christi є те, що це був єдиний коледж у Кембриджі, заснований двома муніципальними гільдіями. Бібліотека коледжу називається бібліотекою Паркера.
Коледж традиційно має високі показники успішності. У неофіційному рейтингу Томпкінса, який публікується щорічно, Corpus Christi посів третє місце в 2012 році з 32,4 % студентів досягли перших результатів.
Corpus Christi є одним з найбагатших коледжів Кембриджа. На кінець 2013 фінансового року нерухомість Corpus Christi оцінювалася в 118 мільйонів фунтів стерлінгів. Заклад також має надзвичайний срібний скарб і є єдиним Кембриджським коледжем, який не продавав своє срібло під час громадянської війни в Англії.

## Статистика студентів
Станом на грудень 2022 року до Корпус-Крісті було зараховано 547 студентів. З них 335 (61,2 %) подали документи на перший ступінь, тому вони були власне студентами 212 (38,8 %) працювали над отриманням нукового ступеня, вони були аспірантами. У 2020 році навчалося 564 студенти, з них 243 в аспірантурі,  у 2021 році всього 568.

## Відомі випускники

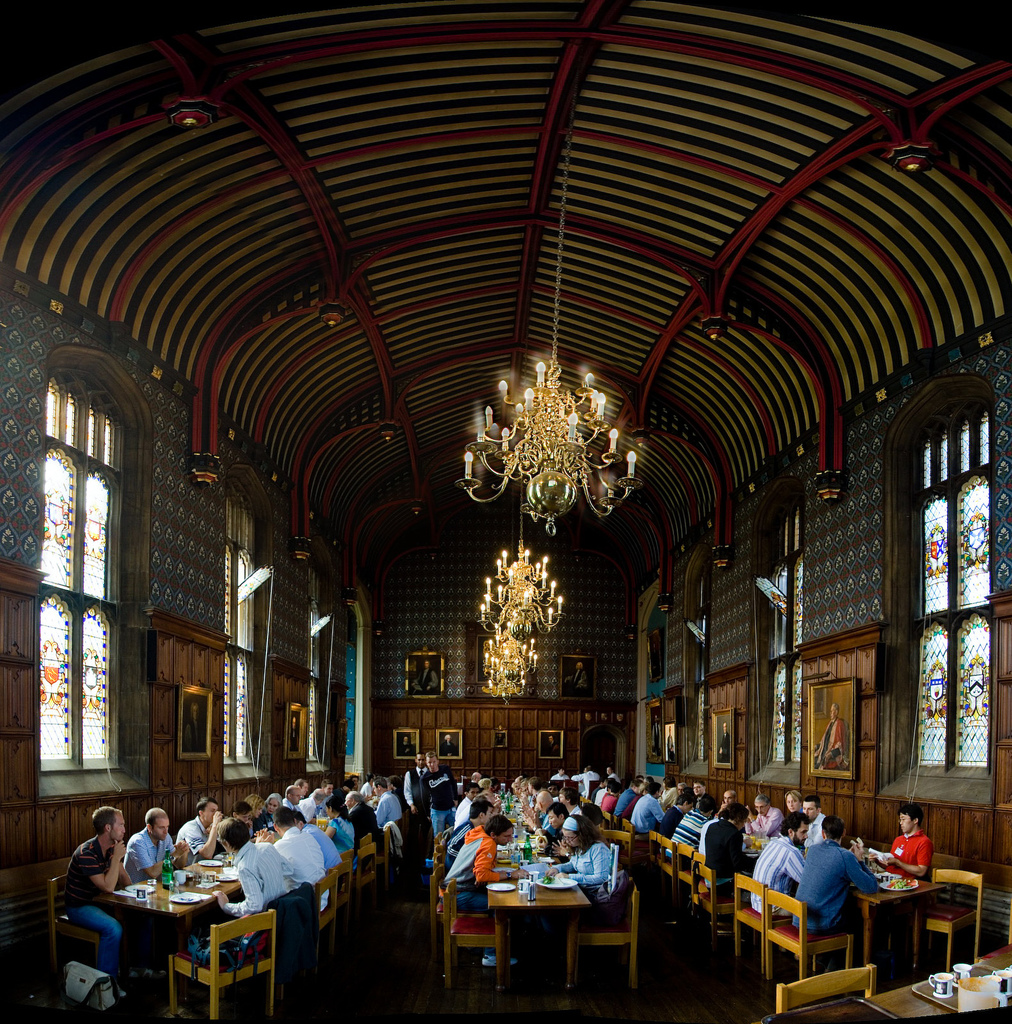
Їдальня

Частина бібліотеки Паркера

- Метью Паркер (1504–1575), архієпископ Кентерберійський (1559–1575)
- Ніколас Бекон (1510–1579), англійський юрист і політик
- Джордж Вішарт (1513–1546), шотландський реформатор
- Роберт Браун (1540–1630), англійський теолог
- Френсіс Кетт (бл. 1547–1589), англійський лікар і ймовірний єретик
- Томас Кавендіш (1555–1592), капер і навколосвітній мореплавець
- Роберт Ґрін (1558–1592), англійський письменник
- Джон Ґрінвуд (?–1593), пуританський священик
- Крістофер Марло (1564–1593), письменник
- Джон Робінсон (1575–1625), пуританський теолог
- Джон Флетчер (1579–1625), драматург
- Семюел Веслі (1662–1735), англійський письменник
- Стівен Гейлс (1677–1761), фізіолог, теолог і винахідник
- Вільям Стюклі (1687–1765), антиквар
- Фредерік Герві (1730–1803), єпископ і шанувальник мистецтва
- Річард Ґоф (1735–1809), історик
- Джон Ковпер Повіс (1872–1963), валлійський поет і письменник
- Генрі Макінтош (1892–1918), легкоатлет, олімпійський чемпіон
- Безіл Генрі Лідделл Гарт (1895–1970), військовий історик
- Борис Орд (1897–1961), композитор
- Едвард Апвард (1903–2009), британський письменник
- Крістофер Ішервуд (1904–1986), письменник
- Дадлі Сенанаяке (1911–1973), прем’єр-міністр Шрі-Ланки
- Найджел Тренч (1916–2010), британський дипломат
- Джон Чедвік (1920–1998), вчений-класик, розшифрував лінійне Б письмо
- Робін Кумбс (1921–2006), імунолог
- Колін Сент-Джон Вілсон (1922–2007), британський архітектор
- Едвард Палмер Томпсон (1924–1993), історик і борець за мир
- Крістофер Гулі (1928–2018), британський математик
- Девід М. Блов (1931–2004), британський біофізик
- Девід Рамсботем (1934–2022), генерал британської армії та член Палати лордів
- Джеремі Блекер (1939–2005), офіцер британської армії
- Крістофер Ендрю (нар. 1941), британський історик
- Стюарт Сатерленд (1941–2018), релігієзнавець і член Палати лордів
- Колін Блейкмор (1944–2022), британський нейробіолог
- Річард Гендерсон (нар. 1945), лауреат Нобелівської премії з хімії
- Теренс Етертон (нар. 1951), британський суддя
- Кеннет Дж. Фальконер (нар. 1952), британський математик
- Патрік Годж (нар. 1953), шотландський юрист
- Френсіс Мод з Горшема (нар. 1953), консервативний політик
- Оуен Патерсон (нар. 1956), консервативний політик
- Шах Мехмуд Куреші (нар. 1956), міністр закордонних справ Пакистану
- Ендрю Вотсон (нар. 1961), англіканський єпископ
- Девід Ґіббінс (нар. 1962), канадський письменник і підводний археолог
- Марті Наталеґава (нар. 1963), міністр закордонних справ Індонезії
- Г'ю Бонневіль (нар. 1963), британський актор
- Мюррей Ґолд (нар. 1969), британський композитор кіномузики
- Девід Сен-Жак (нар. 1970), канадський астронавт
- Гелен Оєємі (нар. 1984), британська письменниця